# Cupa Arabiei Saudite
Cupa Arabiei Saudite (în arabă: كأس ولي العهد) este principala competiție fotbalistică de cupă din Arabia Saudită.

## Finale
- 1956/57 :  Al-Thaghar       3-0     Al-Olempy
- 1957/58 : Al-Ittihad      3-2 Al-Thaghar
- 1958/59 : Al-Ittihad      4-3 Al-Wahda
- 1959/60 : Al-Wahda  ?-?    Al-Ittihad
- 1960/61 : West Team       2-1 Central Team
- 1961/62 : East Team       2-1 West Team
- 1962/63 : Al-Ittihad     6-2 Al-Ittifaq
- 1963/64 : Al-Hilal        3-2 Al-Wahda
- 1964/65 : Al-Ittifaq      3-0 Al-Ittihad
- 1965/66 : Nu s-a jucat
- 1966/67 : West Team       5-2 East Team
- 1967/68 : West Team      4-3 Central Team
- 1968/69 : Central Team    0-0 West Team       (Central Team on pen.)
- 1969/70 : Al-Ahli         bt  Al-Wahda        (on pens?)
- 1970/71 : Nu s-a jucat
- 1971/72 : Nu s-a jucat
- 1972/73 : Al-Nasr         2-1 Al-Wahda
- 1973/74 : Al-Nasr         1-0 Al-Ahli
- 1974/90 : Nu s-a jucat
- 1990/91 : Al-Ittihad      0-0 Al-Nasr         (aet, 5-4 pen.)
- 1991/92 : Al-Qadisiya     0-0 Al-Shabab       (aet, 4-2 pen.)
- 1992/93 : Al-Shabab       1-1 Al-Ittihad      (aet, 5-3 pen.)
- 1993/94 : Al-Riyadh       1-0 Al-Shabab       (aet)
- 1994/95 : Al-Hilal        1-0 Al-Riyadh
- 1995/96 : Al-Shabab       3-0 Al-Nasr
- 1996/97 : Al-Ittihad      2-0 Al-Ta'ee
- 1997/98 : Al-Ahli         3-2 Al-Riyadh       (asdet)
- 1998/99 : Al-Shabab       1-0 Al-Hilal
- 1999/00 : Al-Hilal        3-0 Al-Shabab
- 2000/01 : Al-Ittihad      3-0 Al-Ittifaq
- 2001/02 : Al-Ahli         2-1 Al-Ittihad
- 2002/03 : Al-Hilal        1-0 Al-Ahli
- 2003/04 : Al-Ittihad      1-0 Al-Ahli
- 2004/05 : Al-Hilal        2-1 Al-Qadisiya
- 2005/06 : Al-Hilal        1-0 Al-Ahli
- 2006/07 : Al-Ahli        2-1 Al-Ittihad
- 2007/08 : Al-Hilal        2-0 Al-Ittifaq
- 2008/09 : Al-Hilal        1-0 Al-Shabab (aet)
- 2009/10 : Al-Hilal        2-1 Al-Ahli
- 2010/11 : Al-Hilal        5-0 Al-Wahda
- 2011/12 : Al-Hilal        2-1 Al-Ittifaq
- 2012/13 : Al-Hilal        1-1 Al-Nasr (aet, 4-2 pen.)
- 2013/14 : Al-Nasr         2-1 Al-Hilal
- 2014/15 : Al-Ahli         2-1 Al-Hilal

## Performanță după club
| Club        | Trofee | Anii câștigători                                                       |
| ----------- | ------ | ---------------------------------------------------------------------- |
| Al-Hilal    | 12     | 1964, 1995, 2000, 2003, 2005, 2006, 2008, 2009, 2010, 2011, 2012, 2013 |
| Al-Ittihad  | 7      | 1958, 1959, 1963, 1991, 1997, 2001, 2004                               |
| Al-Ahli     | 6      | 19571, 1970, 1998, 2002, 2007, 2015                                    |
| Al-Nassr    | 3      | 1973, 1974, 2014                                                       |
| Al-Shabab   | 3      | 1993, 1996, 1999                                                       |
| Al-Ittifaq  | 1      | 1965                                                                   |
| Al-Wahda    | 1      | 1960                                                                   |
| Al-Riyadh   | 1      | 1994                                                                   |
| Al-Qadisiya | 1      | 1992                                                                   |

1include un titlu câștigat ca Al-Thaghar